# 624 Hektor
Hektor Tekiu  in italiano Ettore, è un asteroide troiano di Giove del campo greco del diametro medio di circa 225 km. 

## Caratteristiche
Hektor, il più grande asteroide troiano di Giove, è un asteroide di tipo D caratterizzato da una superficie scura e rossastra; presenta un'orbita caratterizzata da un semiasse maggiore pari a 5,2595798 au e da un'eccentricità di 0,0232805, inclinata di 18,16246° rispetto all'eclittica. È uno dei corpi di maggiori dimensioni nel Sistema solare tra quelli significativamente allungati, misurando 370 × 195 chilometri, il che portò ad ipotizzare che Hektor potesse essere un asteroide binario a contatto come ad esempio 216 Kleopatra. Le osservazioni del telescopio spaziale Hubble, effettuate nel 1993, pur non mostrando un'evidente figura bilobata, non hanno però permesso di escludere del tutto la possibilità di un contatto binario.

## Scoperta
Scoperto il 10 febbraio 1907 da August Kopff dall'osservatorio Königstuhl presso Heidelberg, l'asteroide è dedicato all'eroe troiano Ettore. Scoperto prima ancora che venisse definita la divisione degli asteroidi troiani di Giove in campo greco, situato nel punto lagrangiano L4 e campo troiano, situato nel punto L5, Hektor, al pari di 617 Patroclus, si trova nel campo "sbagliato": esso è infatti compreso nel campo greco, pur essendo il suo nome dedicato ad un eroe troiano.

## Satellite
Nel 2006 Franck Marchis ha individuato un satellite che, inizialmente denominato S/2006 (624) 1, nel 2017 il satellite ha ricevuto la denominazione 624 I Skamandrios. Il satellite, di dimensioni tra i 9 e i 15 km, orbita a 957,5 (±55,3) km in circa 3 giorni.
Il satellite è dedicato a Scamandrio, nome dato alla nascita ad Astianatte, uno dei figli di Ettore.

## Hektor nella finzione
Un breve racconto di Stephen Baxter, The Fubar Suit (1997), descrive un astronauta che esplora Hektor.